# Osamu Akimoto
Osamu Akimoto (秋本 治 Akimoto Osamu?, Tokio, Japón, 11 de diciembre de 1952) es un mangaka japonés, reconocido por crear la serie Kochira Katsushika-ku Kameari Kōen Mae Hashutsujo publicado en la revista Shōnen Jump. La serie partió en el año 1976, finalizado en el año 2016 y con ella se hizo una adaptación al anime. Akimoto ganó el premio Shōgakukan en el año 2005.
En 2016 recibió el premio Kan Kikuchi en su 42.ª edición por su trabajo Kochira Katsushika-ku Kameari Kōen Mae Hashutsujo, por mantenerlo serializado sin interrupción por 40 años. El premio es entregado por la Sociedad para la Promoción de la Literatura Japonesa y la revista Bungei Shunjū. Por el mismo motivo fue distinguido con el "Premio Especial" en la 21.ª edición del Premio Cultural Tezuka Osamu.

## Trabajos
- Kochira Katsushika-ku Kameari Kōen Mae Hashutsujo (1976)
- Heiwa e no Dankon (1977)
- Shin Genroku Taiheiki (1980)
- Yumenojou Henge (1984)
- Kochira Ninjou Minseika (1988)
- Mr. Clice (1989)
- Toukyou Fukagawa Sandaime (1991)
- Hanada Tomekichi Shichiten Battou (1996)
- Black Tiger (2016)
- Kyoto Jogakuin Monogatari (2017)

## Asistentes
- Chinatsu Tomizawa
- Hiroshi Aro
- Masatoshi Usune
- Naoki Azuma
- Shōgo Sakamoto
- Yosshihiro Kuroiwa